# 維吉亞 (帕拉州)

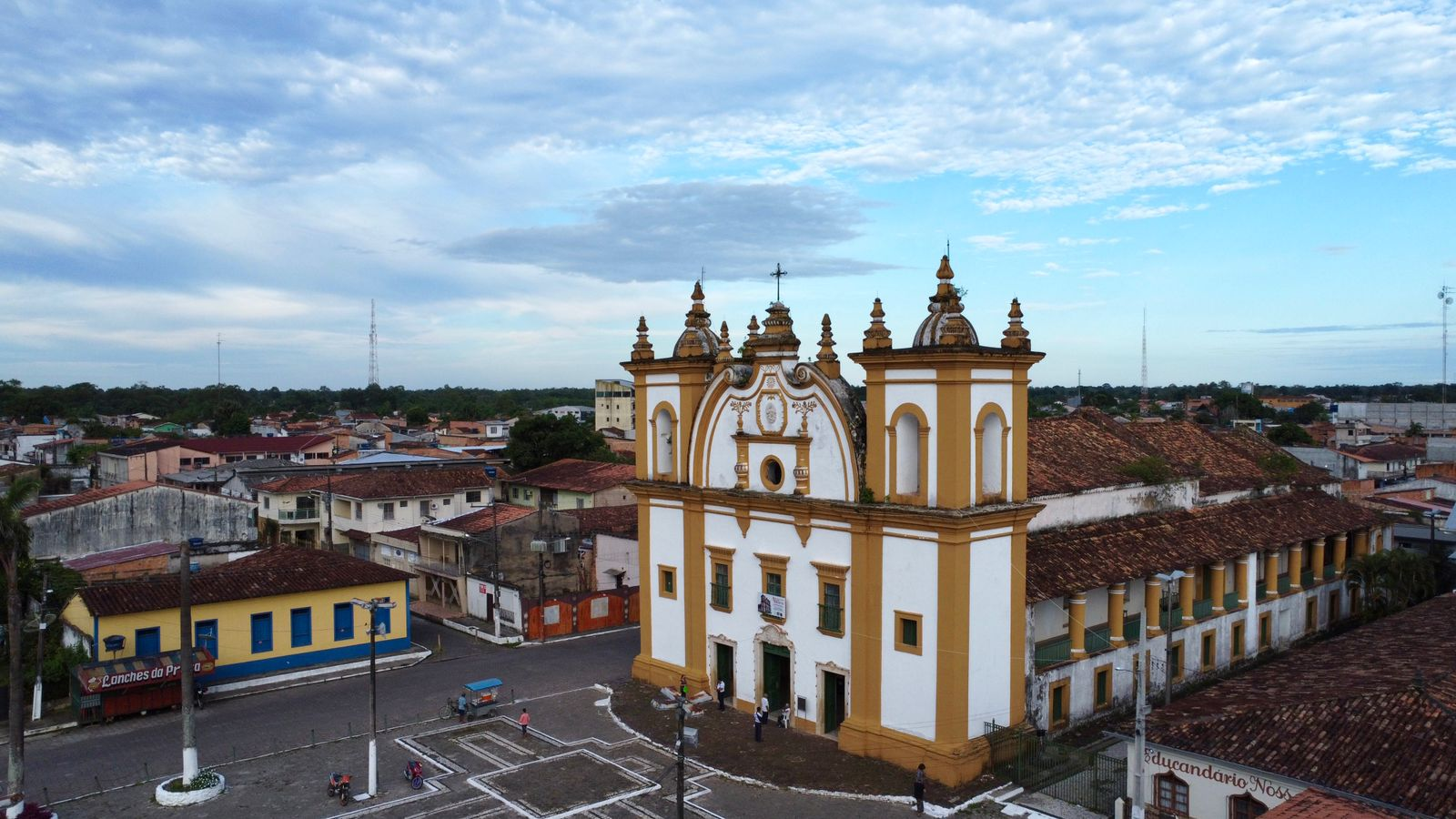
維吉亞

維吉亞（葡萄牙語：Vigia），是巴西的城鎮，位於該國北部，由帕拉州負責管轄，始建於1616年1月16日，面積533平方公里，海拔高度6米，2010年人口47,902，人口密度每平方公里89.73人。